# Archelao (prefetto del pretorio)
Archelao (in latino Archelaus; fl. 524-534) è stato un ufficiale bizantino che servì sotto l'imperatore Giustiniano I.

## Biografia
La carriera di Archelao è fornita da Procopio nel suo Bellum Vandalicum (I.11.17): prima Prefetto del pretorio dell'Illirico, poi Prefetto del pretorio d'Oriente tra il 524 e il 527, poi Prefetto del pretorio vacans nel 533-534. Con quest'ultimo incarico seguì Belisario nella sua campagna d'Africa, con il compito di gestire i rifornimenti, rimanendo dunque con la flotta durante la guerra.
Dopo la riconquista dell'Africa, Archelao fu nominato Prefetto del pretorio dell'Africa, con l'incarico di riorganizzare l'amministrazione imperiale nella provincia appena riconquistata.